# Фелиз Ваз
Фелиз Едгар Нето Ваз (порт. Feliz Edgar Neto Vaz; 9. април 1989, Визела, округ Брага, Португал), познатији само као Фелиз, је професионални португалски фудбалер који игра за Феиренсе као нападач.